# Busycotypus
Busycotypus is een geslacht van weekdieren uit de klasse van de Gastropoda (slakken).

## Soort
- Busycotypus canaliculatus (Linnaeus, 1758)